# علی علیزاده (تحلیلگر سیاسی)
علی علیزاده (زاده ۱۹۷۶ میلادی) تحلیلگر سیاسی و یوتیوبر ایرانی/انگلیسی ساکن لندن است. علیزاده به‌عنوان تحلیلگر در شبکه‌های افق، چهار و دو صدا و سیمای جمهوری اسلامی ایران، منوتو بی‌بی‌سی فارسی، الجزیره و سی‌ان‌ان حضور داشته و مؤسس رسانه اینترنتی جدال است.

## تحصیلات
علیزاده به گفته خود دوران کارشناسی را در دانشگاه صنعتی شریف در رشته برق در ایران سپری کرده است. او در سال ۲۰۰۷ تحصیل در مقطع پی‌اچ‌دی در دانشگاه میدلسکس در رشته فلسفه را با کار بر روی پایان‌نامه‌ای با موضوع هگل و فلسفه زمان آغاز کرد. و در سال ۲۰۱۰ در پی شرکت در اعتراضات به برنامه حذف «مرکز فلسفه مدرن اروپا» از این دانشگاه از تحصیل تعلیق شد. این مرکز و دانشجویانش به دانشگاه کینگستون منتقل شدندو علیزاده مدتی در آن دانشگاه تحصیل کرد.
وی مدتی تحت عنوان استاد دانشگاه میدلسکس در بی‌بی‌سی فارسی فعالیت می‌کرد. اما هیچ‌گونه شواهدی مبنی‌بر اینکه وی در این دانشگاه عضو هیئت علمی بوده باشد وجود ندارد.  در مقاله‌ای دربارهٔ یکی از مجروحان اعتراضات دانشجویی سال ۲۰۱۰ لندن از علیزاده به عنوان مدرس این دانشگاه ذکر شده است.

## کارنامه حرفه‌ای
علیزاده به عنوان تحلیلگر در رسانه‌های تلویزیونی داخلی از قبیل شبکه افق و شبکه چهار صدا و صدای جمهوری اسلامی، رسانه‌های فارسی‌زبان خارج از کشور همانند بی‌بی‌سی فارسی، صدای آمریکا و تلویزیون من‌وتو، و نیز رسانه‌های خارجی مثل الجزیره و سی‌ان‌ان حضور داشته است. از مصاحبه‌های قابل توجه وی می‌توان به مصاحبه با اسلاووی ژیژک، فیلسوف اسلوونیایی، دربارهٔ ایران در بی‌بی‌سی فارسی اشاره کرد.
علیزاده در سال ۲۰۲۰ تأسیس رسانه اینترنتی جدال را اعلام کرد.

## مواضع

### حضور در کوی دانشگاه و حمایت از جنبش سبز
او ادعا کرده که در حادثه کوی دانشگاه به سمت پلیس سنگ پرتاب کرده است. وی همچنین گفته اصولگرا نیست.
او در جستاری با عنوان «چرا مردم ایران دارند دوباره رویاپردازی می‌کنند؟» که در کتاب «خیزش دوباره مردم»  منتشر شده، بر بافتار این جنبش تأکید کرد و از این نوشت که گروه‌های مختلفی همچون زنان مذهبی چادری و زنان جوان غربگرا، و جوانان و پیران در این تظاهرات‌ها شرکت کرده‌اند. او در یک میزگرد در دانشگاه سواز لندن در خرداد ۱۳۹۰ در بررسی این کتاب از رویکرد عدم خشونت هواداران جنبش سبز انتقاد کرد و تعریف ارائه شده از سوی نخبگان جامعه برای این جنبش را محافظه کارانه خواند. او را که به باور بعضی چپ‌های غربی، جنبش سبز «ساخته سی آی ای و آمریکایی‌ها» بوده نادرست دانست، از تأکید بیش از حد هواداران این جنبش بر «آگاهی بخشی دربارهٔ حقوق بشر» انتقاد کرد و خواستار همراه شدن این آگاهی با «قدرت ایستادگی مردم در برابر مأموران حکومت» شد.

علیزاده در مصاحبه‌ای در سال ۱۳۹۸ در مورد جانبداریش از جنبش سبز گفت: 
برای من جنبش سبز و شعارهای اولیه رهبران آن نقش همان راه سومی را داشت که از یک سو برابر امپریالیسم ایستاده بود و از سوی دیگر قصد تعدیل و اصلاح فشار بر آزادی و حقوق مردم را داشت اما در نهایت دیدیم در شرایطی قرار گرفتیم که باید موضع صریحی داشته باشیم و خط سومی وجود ندارد. این که با دید امروز بخواهیم به تحلیل آن جنجال و اتفاقات حرف بزنیم، کمی ناروا است.

### اعتراض
علیزاده چندین بار تبعیض رسانه‌ای علیه مسلمانان را مورد نقد قرار داده است.

### حمایت از آیت الله خامنه‌ای
علیزاده در تیرماه ۱۳۹۴ در برنامه صفحه ۲ بی‌بی‌سی فارسی، سید علی خامنه‌ای را «معمار بزرگ امنیت ملی ایران» خواند و گفت «آقای خامنه‌ای را چه در سیاست داخلی دوست داشته باشیم، منتقدش باشیم، ایشان معمار بزرگ گرفتن تضمین امنیتی برای نظام جمهوری اسلامی بودند.»

### دفاع از استراتژی‌های جمهوری اسلامی ایران
علیزاده در برنامه پرگار از استراتژی‌های جمهوری اسلامی ایران دفاع کرد و از جمله گفت: «این افسانه که در سال ۶۱ پس از آزادی خرمشهر جنگ می‌توانست متوقف شود، افسانه‌ای بسیار عجیب و غیر منطقی است. فرماندهان ارتش هم می‌دانستند که باید مقداری پیش روی کنند و بعد بتوانند صلح کنند؛ و این از منظر عمل‌گرایانه بود، زیرا صدام دیوانه‌ای بیش نبود چونکه در کویت دیدیم. اگر جمهوری اسلامی در خرمشهر متوقف شده بود، صدام دو هفته بعد حمله می‌کرد، همان‌طور که پس از قطعنامه ۵۹۸ باز مرصاد راه انداخت و حمله کرد؛ بنابراین این افسانه‌ای بیشتر نیست. جمهوری اسلامی به دنبال ثبات و امنیت خودش بوده».
علیزاده که یک تحلیلگر «مارکسیست خودخوانده» است، در سال ۲۰۱۸ از لندن با برنامه وحید یامین‌پور از مجریان تلویزیون ایران و از وابستگان سپاه پاسداران انقلاب اسلامی مصاحبه کرد.

### خداحافظی از فضای مجازی
علیزاده در یک مناظره در ۲۵ خرداد ۱۴۰۱ در حمایت از دولت رئیسی در کلاب‌هاوس اعلام کرد چنانچه تا یک سال دیگر یعنی تا تاریخ ۲۵ خرداد ۱۴۰۲ اقتصاد ایران بهبود ۱۸۰ درجه‌ای نداشته باشد فضای مجازی را ترک خواهد کرد. وی درتاریخ ۲۵ خرداد ۱۴۰۲ از فضای سیاست خداحافظی کرد، با این حال همچنان مشغول فعالیت است.

## اتهام علیه محمدجواد اکبرین و نشریه میهن
علیزاده در سال ۲۰۱۷ بر روی شبکه اجتماعی توییتر ادعای تأمین بودجه دوماهنامه میهن توسط «سعودی» را مطرح می‌کند∗. او محمدجواد اکبرین (عضو هیئت تحریریه) را عامل تزریق این بودجه به نشریه میهن بدون آگاهی مدیر مسئول نشریه (علی کشتگر) معرفی می‌کند. سرانجام در سال ۲۰۱۹، اکبرین (با پشتیبانی مالی مدیر مسئول و همسرش) از طریق مجرای قضایی خواستار عذرخواهی علیزاده و جبران خسارت می‌شود.

## مناظره با موسی غنی‌نژاد
علی علیزاده در آخرین روزهای اردیبهشت ماه سال ۱۴۰۲ در شبکه چهار صدا و سیما در برنامه شیوه گفتگویی با موسی غنی‌نژاد دربارهٔ مباحث کلان اقتصادی داشت که این دو چهره به‌طور مشخص بر سر «لیبرالیسم اقتصادی» باهم به جدل پرداختند. علیزاده در خلال این بحث با گفتن اینکه «من اصلاً از شما کلمه لیبرالیسم اقتصادی را نمی‌پذیرم. به جای لیبرالیسم اقتصادی باید بگوییم، نئولیبرالیسم اقتصادی، یعنی همان چیزی که هایک می‌گوید، ۲ نوع آزادی مثبت و آزادی منفی داریم.»
غنی‌نژاد در پاسخ گفت: «آزادی مثبت و منفی حرف فریدریش هایک نیست. هایک همچین حرفی را نزده است. شما حرف آیزایا برلین را می‌گویید.» یکی از بخش‌های این مناظره در فضای مجازی وایرال شد و علیزاده متهم به نظر غیر کارشناسی و پوپولیستی شد زمانی بود که علیزاده تأکید داشت دولت ایران از ثروتمندان مالیات دریافت نمی‌کند، غنی‌نژاد پاسخ داده بود: «آدرس غلط ندهید. کسی که کانادا رفت سرمایه‌دار نبود، رانت خوار بود و رئیس بانکی بود که ۶ ماه قبل از آن جایزه مدیر ارزشی را گرفت و بعد پول‌های بانک ملی را به کانادا برد. ۹۹ درصد اختلاس در مملکت ما کار مدیران دولتی و کمونیست معاب است. همه دزدان، مدیران دولتی اند. دولت پول نفت که حق مردم است را چه می‌کند؟ دولت از ثروتمندان مالیات می‌گیرد. اما بگویید پول نفت که حق مردم است چه می‌شود. لیبرال‌ها را با محافظه کارها نباید اشتباه گرفت. لیبرالیسم دست راستی نیست. اینها همان ناسزاها است.» سکوت و عدم پاسخگویی علی علیزاده بین مردم و فضای مجازی سوژه شده بود.رسانه‌ها متعددی به این موضوع واکنش نشان داده‌اند و نوشتند، علیزاده یک‌ریز حرف می‌زد با جملاتی شعاری و گل‌درشت. در مقابل اما غنی‌نژاد به آرامی گوش می‌داد و با متانت پاسخ می‌داد، استدلال‌های علیزاده پراکنده بود و کلی گویی، جواب‌های غنی‌نژاد اما منطبق بر اتفاقات واقعی رخ داده و منطبق بر جامعه ایران بود.